# ヴェリー・ベスト・オブ・サンタナ
ヴェリー・ベスト・オブ・サンタナ（Ultimate Santana）は、サンタナの第10枚目のベスト・アルバム。2007年10月16日にアリスタ・レコードとコロムビア・レコードより発売された。